# الدوري الوطني 2006–07
الدوري الوطني 2006–07 هو موسم من دوري الدرجة الخامسة الإنجليزي. فاز فيه داغنهام وريدبريدج.